# Karnak-Tempel

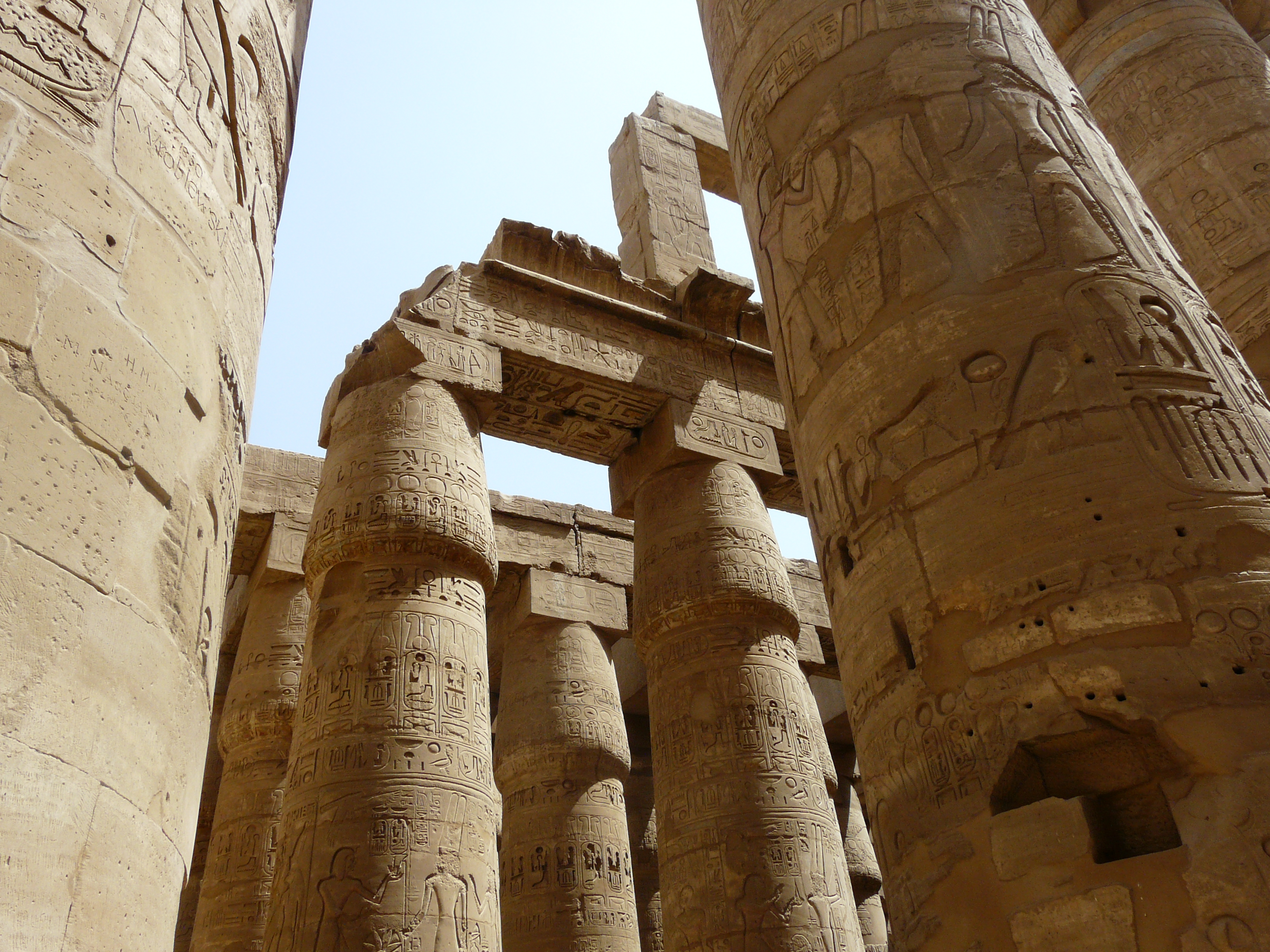
Säulen des Hypostyls im Tempel des Amun-Re

Die Karnak-Tempel liegen als größte Tempelanlage von Ägypten in Karnak, einem Dorf etwa 2,5 Kilometer nördlich von Luxor und direkt am östlichen Nilufer. Die ältesten heute noch sichtbaren Baureste des Tempels stammen aus der 12. Dynastie unter Sesostris I. Bis in die römische Kaiserzeit wurde die Tempelanlage immer wieder erweitert und umgebaut.
Die Tempelanlage steht seit 1979 zusammen mit dem Luxor-Tempel und der thebanischen Nekropole auf der Weltkulturerbeliste der UNESCO.

## Die Tempelanlagen
Herausragend unter den Ruinen sind der Tempel des Amun-Re mit seinen insgesamt zehn Pylonen, deren größter ca. 113 Meter breit und ca. 15 Meter dick ist und eine geplante Höhe von ca. 45 Meter aufweist. Die Gesamtfläche des Tempels beträgt ca. 30 Hektar (530, 515, 530 und 610 Meter Seitenlänge). Neben den Pylonen ist die große Säulenhalle, die von Haremhab begonnen und unter Sethos I. und Ramses II. vollendet wurde, besonders beeindruckend.
Die Tempelanlage besteht aus drei von Mauern umgebenen Bereichen, dem Bezirk des Amun (altägyptisch Ipet-sut, „Ort der Erwählung“), dem Bezirk des Month (150 × 156 Meter, Gesamtfläche 2,34 Hektar) und dem Bezirk der Mut (405, 275, 295 und 250 Meter Seitenlänge, Gesamtfläche ca. 9,2 Hektar). Neben diesen drei großen Tempelbezirken gibt es noch den Aton-Tempel, das Gem-pa-Aton, das Echnaton im sechsten Jahr seiner Regierungszeit in Karnak erbauen ließ. In der Antike verband eine Allee, die beidseitig von 365 Sphingen gesäumt war, den Amun-Tempel mit dem ca. 2,5 km entfernten Luxor-Tempel. Diese Straße endete am 10. Pylon des Tempels.

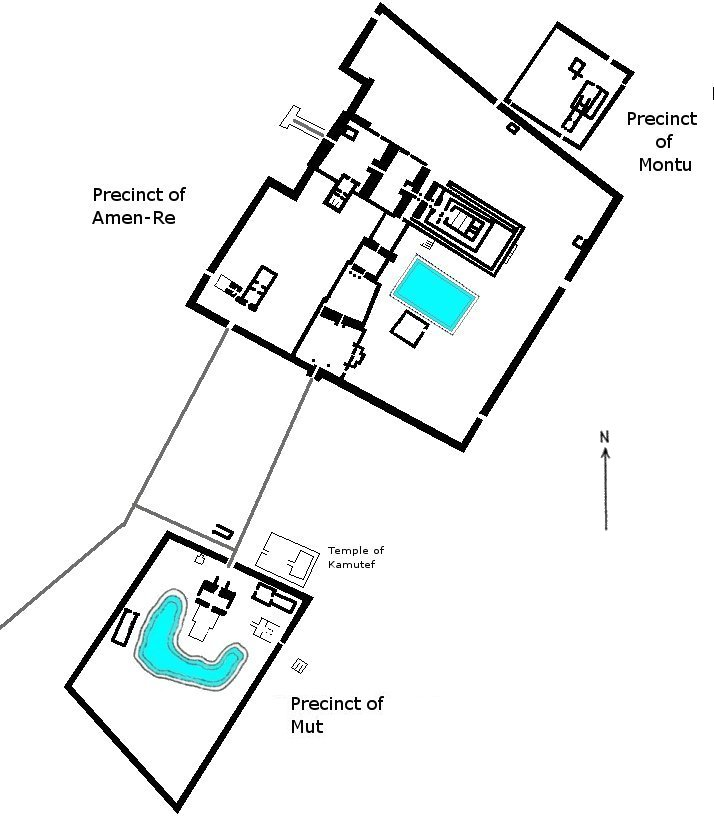
Tempelanlage von Karnak
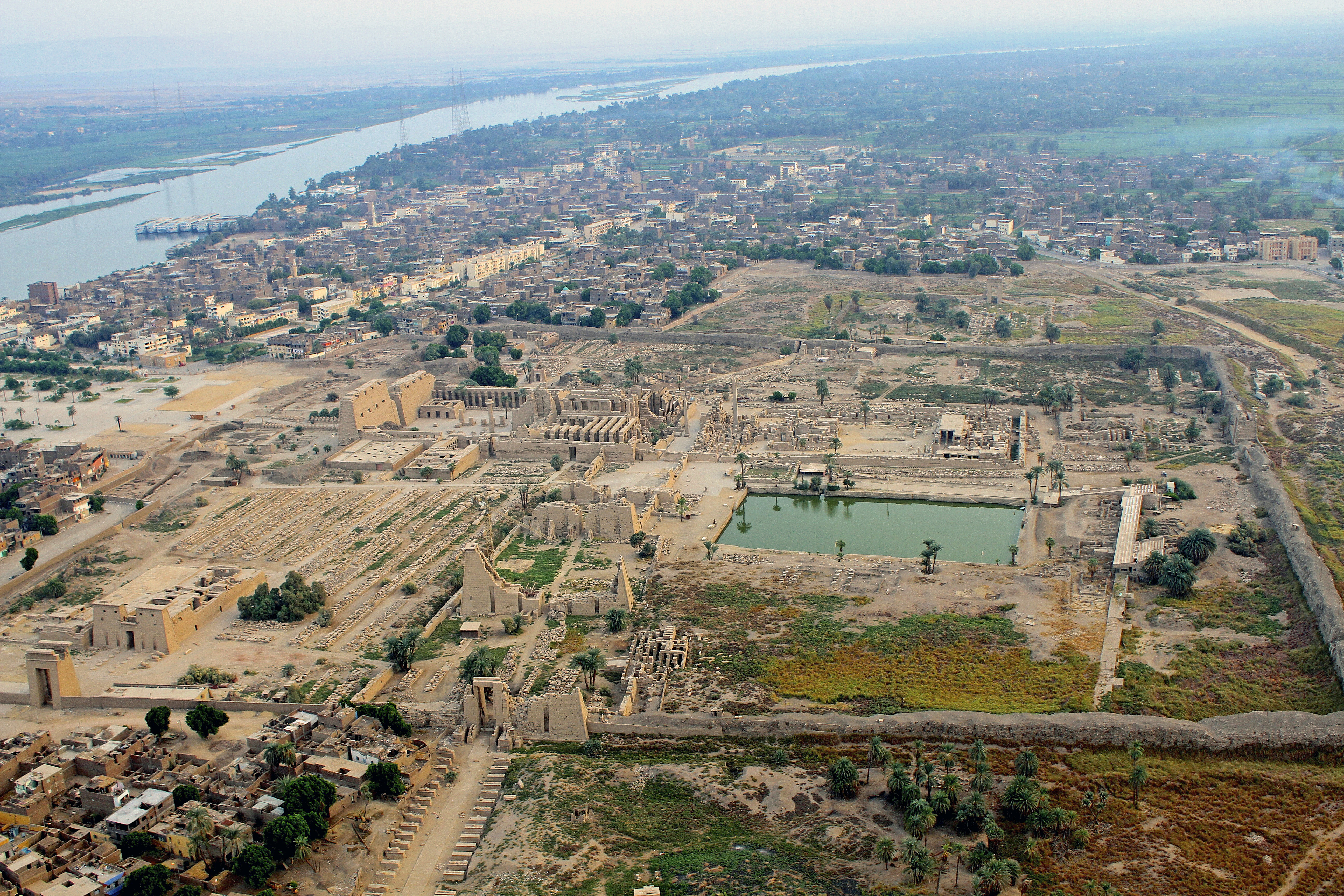
Ansicht aus der Luft
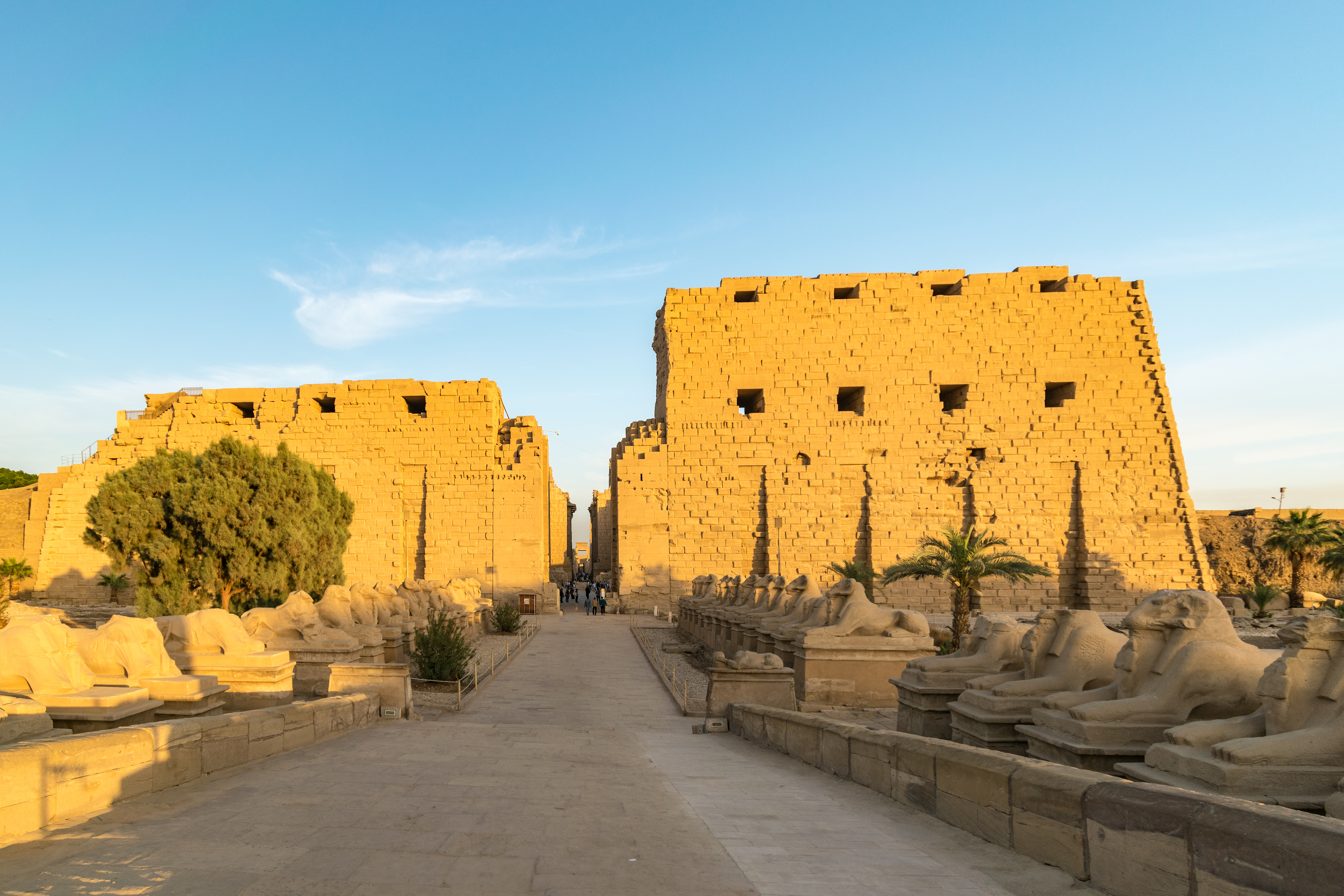
Der Eingangsbereich zum Karnak-Tempel
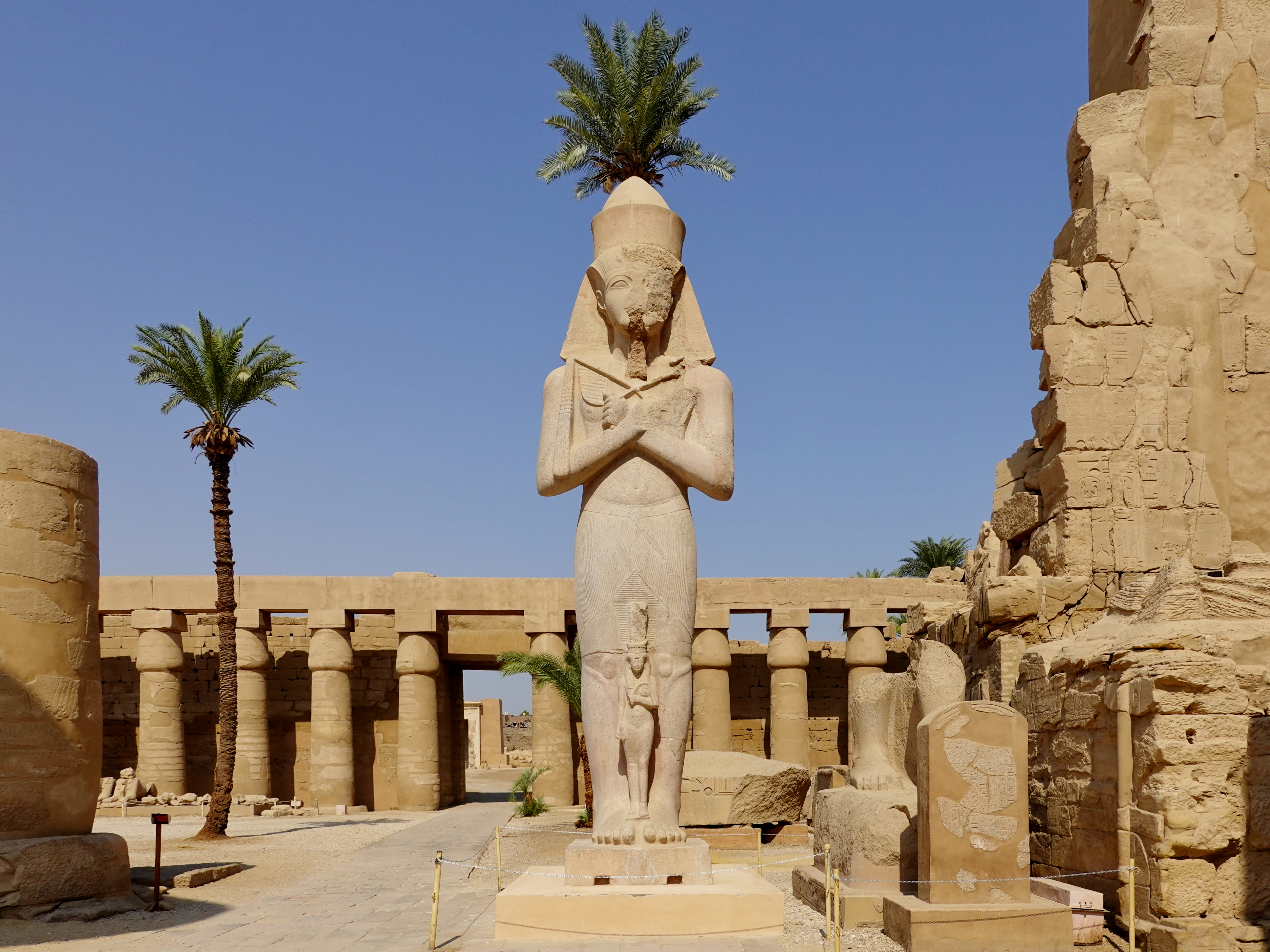
Statue Ramses II. mit Frau Meritamun

## Zweck der Tempelanlage
Nach der Erhebung Amun-Res von Theben zum Lokalgott und später zum Reichsgott begannen die Herrscher des frühen Mittleren Reiches mit dem Bau eines Tempels, der über Jahrtausende hinweg zum heutigen Tempelkomplex erweitert wurde, wo die Amun-Priesterschaft den täglichen Tempeldienst ausübte. Auch für die Gattin des Amun, die Göttin Mut, und für ihren gemeinsamen Sohn Chons wurden Tempel errichtet; zusammen bildeten sie die Triade von Theben. Neben diesen drei Göttern wurde auch dem Gott Month, der noch in der 11. Dynastie der Hauptgott von Theben war, ein Tempel geweiht.

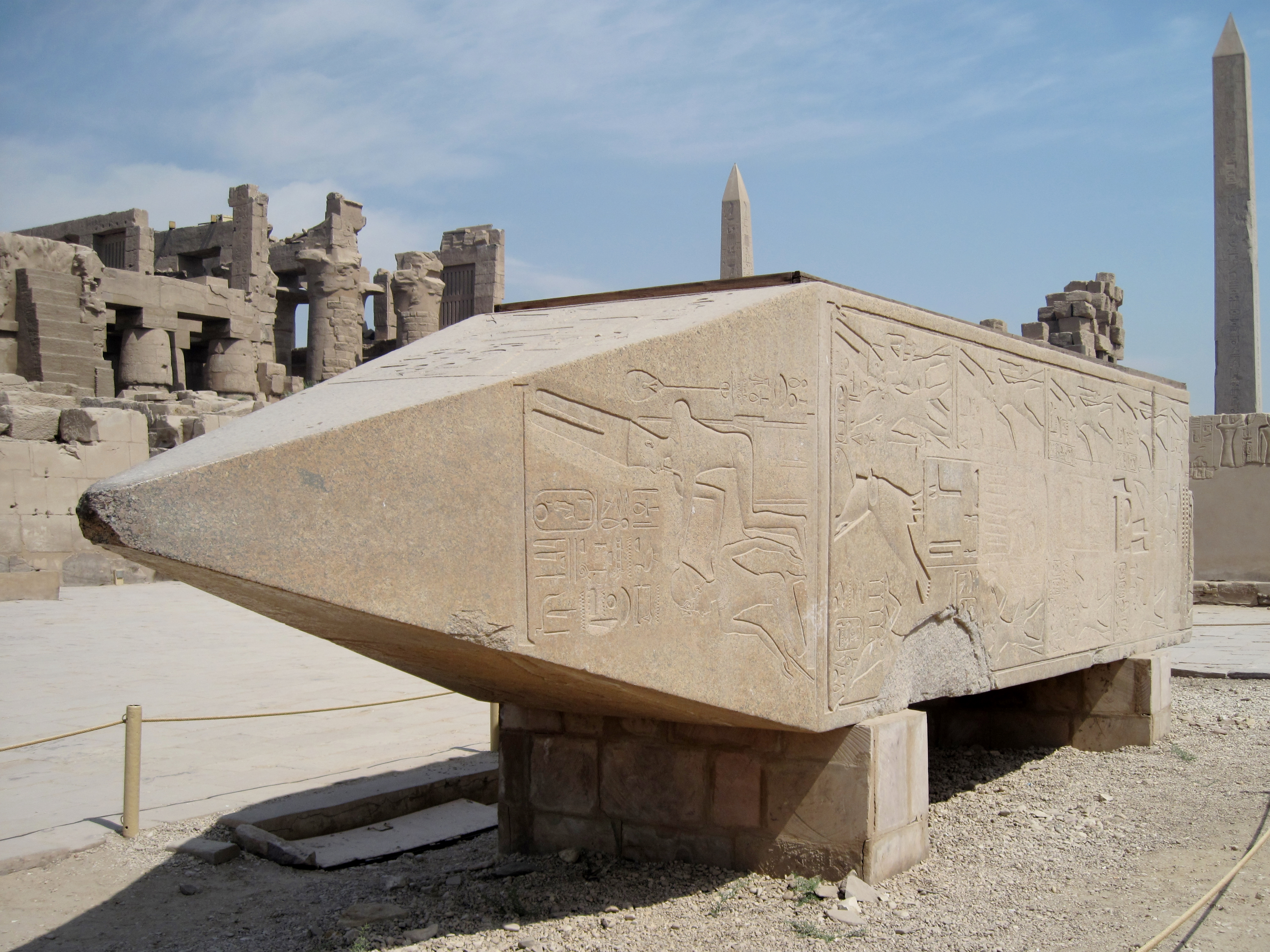
Oberteil des Obelisken Hatschepsuts am Heiligen See

In der altägyptischen Glaubenswelt besteht das Prinzip der kosmologischen Ordnung, dieses Prinzip wird als Maat bezeichnet. Da die Maat kein unveränderlicher Zustand ist und von den Menschen aus dem Gleichgewicht geworfen werden kann, ist es wichtig, diesen Zustand zu erhalten, um Chaos und Vernichtung von der Welt fernzuhalten. Ein ägyptischer Tempel stellt ein Modell der Welt dar. Eine der obersten Pflichten des Königs war es daher, das Gleichgewicht der Maat zu erhalten. Dieses geschah im heiligsten Bereich des Tempels. Im Tempel wurden heilige Kulthandlungen (Opferdarbietungen, Gebete und Gesänge) durch den König oder den ihn vertretenden Hohepriester durchgeführt.

## Baugeschichte
Der früheste Beleg für einen Amun-Kult in Theben stammt aus dem Mittleren Reich. Es handelt sich um eine achteckige Säule Antef II., die sich heute im Museum von Luxor befindet. Die ältesten heute noch sichtbaren Baureste stammen aus der Zeit Sesostris I. Im Neuen Reich gab es rege Bautätigkeiten und die Tempelanlage erreichte bald enorme Ausmaße. Auch in der Spät- und Griechisch-römischen Zeit wurde noch am Tempel gebaut.

## Bezirke der Tempelanlage von Karnak

### Bezirk des Amun
Der größte Bereich der Anlage ist der Bezirk des Amun. Er beherbergt den großen Tempel des Amun-Re, den Tempel des Chons, das Barkenheiligtum Ramses III., einen Tempel der Ipet, und ein kleines Heiligtum des Ptah sowie den Tempel des Amenhotep II.

#### Tempel des Amun-Re
Der Tempel des Amun-Re, auch Reichstempel genannt, ist der größte ägyptische Tempel mit insgesamt zehn Pylonen. Es handelt sich nicht um einen Tempel im klassischen Sinn, sondern um eine Ansammlung verschiedener aneinander gebauter Sakralbauten. Dabei wurden verschiedene Tempelteile wieder abgerissen und deren Baumaterial in anderen Teilen wiederverwendet. Lediglich das Zentrum des Tempels, vom heute vierten Pylon bis zum Ach-menu, als besonders heiliger Bereich blieb unangetastet.

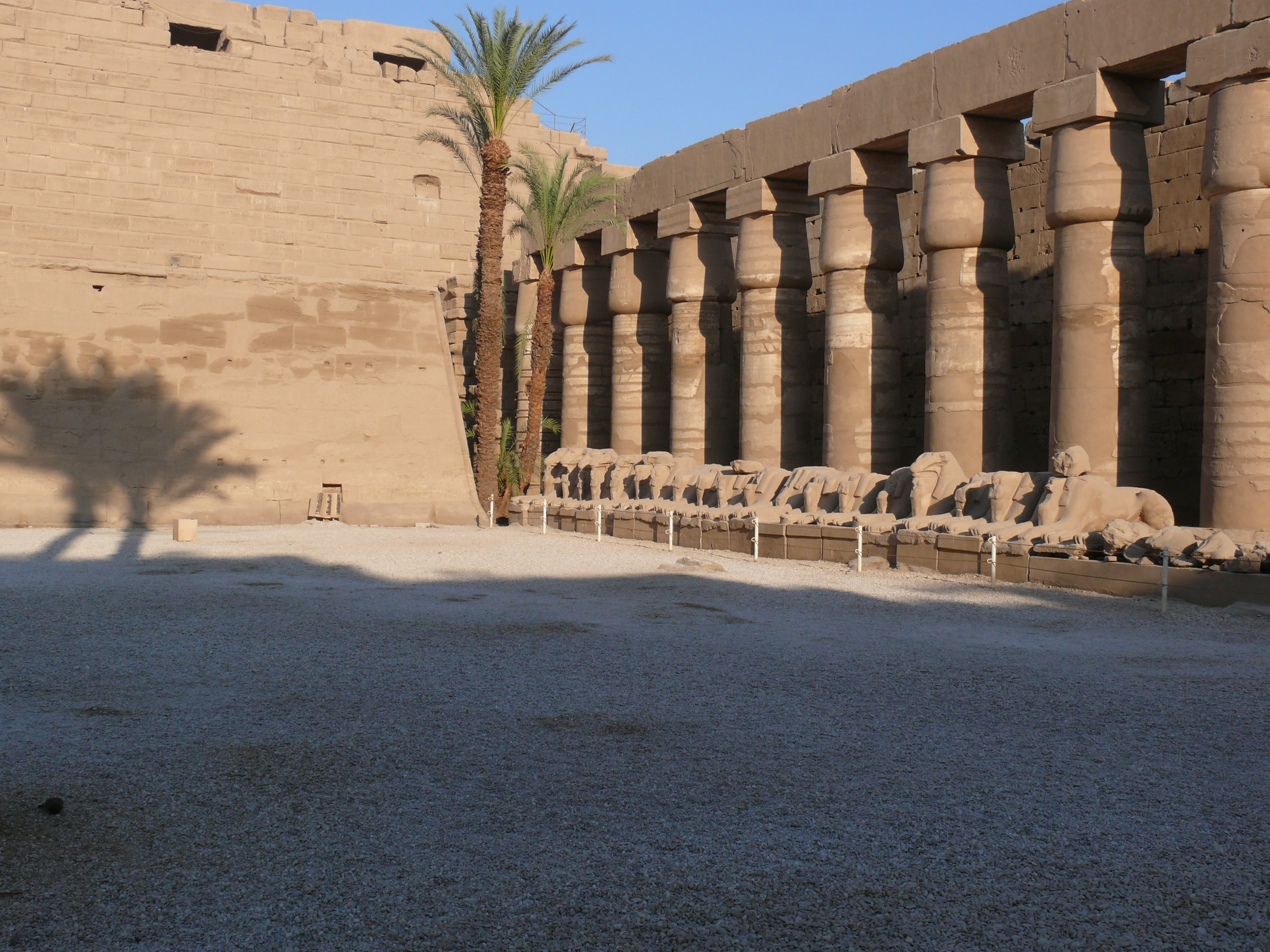
Amun-Re-Tempel in Karnak
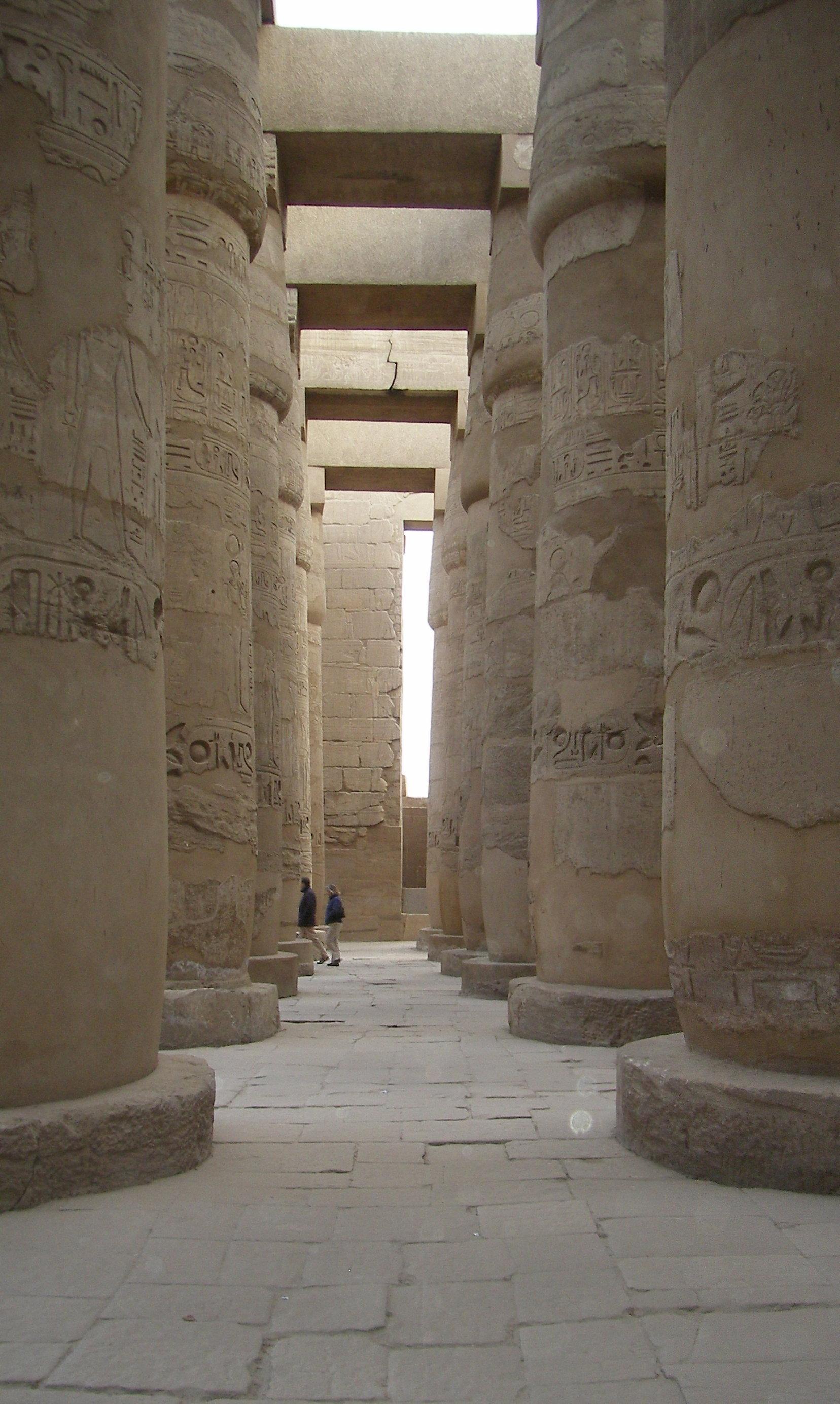
Säulen des Hypostyls
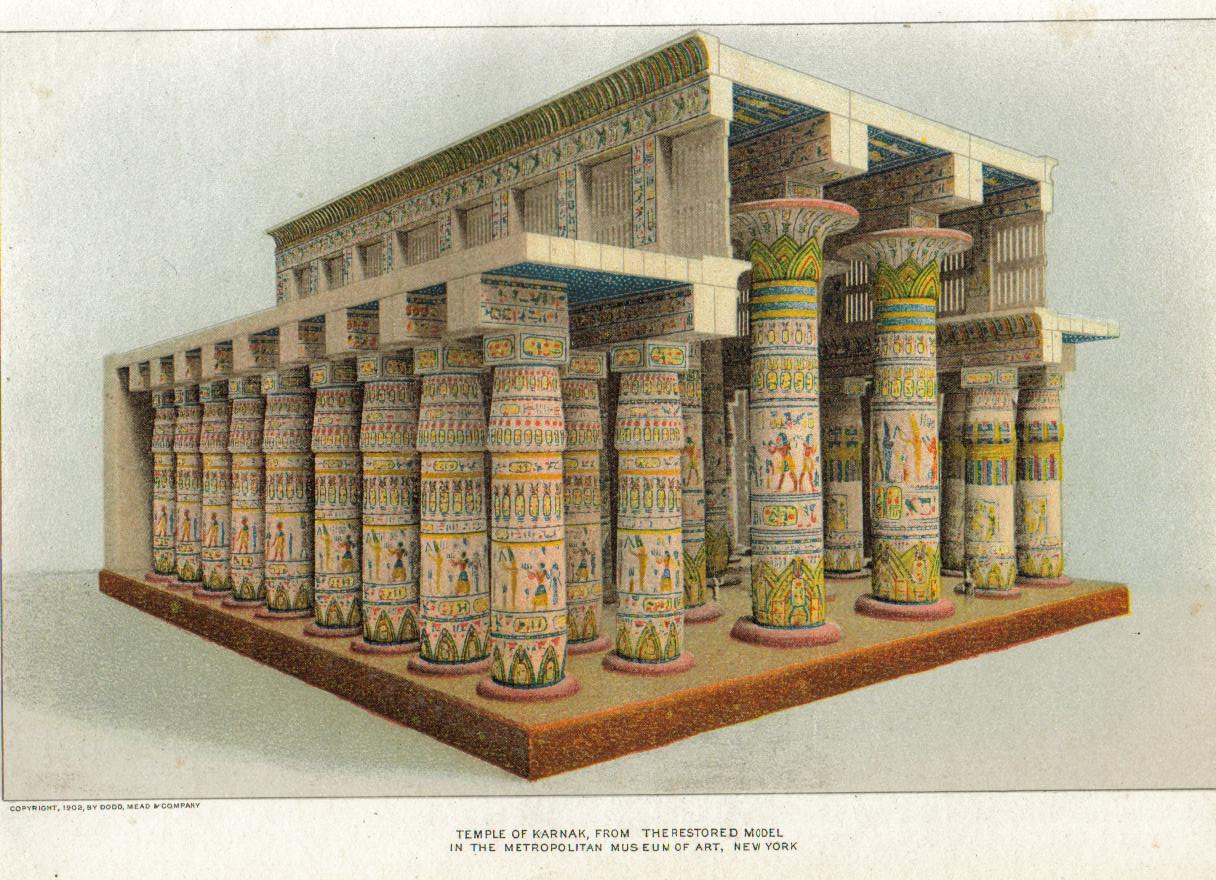
Rekonstruktion der Säulenhalle

Zu den bedeutendsten Bereichen des Tempels zählt der große Säulensaal (Hypostyl), den Haremhab zwischen dem zweiten und dritten Pylon zu bauen begann und der später unter Sethos I. und Ramses II. vollendet wurde. Auf einer Fläche von 103 Metern Länge und 53 Metern Breite standen einst 134 Papyrussäulen, die das hölzerne Dach des Hypostyls trugen. Im Mittelschiff der Halle waren die Säulen bis zu 22,5 Meter hoch.

#### Ach-menu
Auch das Ach-menu oder der Festtempel des Thutmosis III. ist zu erwähnen, es trägt den altägyptischen Namen Men-cheper-Ra-ach-menu: „Herrlich an Denkmälern ist Men-cheper-Ra“ (Thutmosis III.) oder auch „Erhaben ist das Andenken des Men-cheper-Ra“. Neben diesen Namen ist auch noch die Bezeichnung Millionenjahrhaus zu finden, was darauf schließen lässt, dass der Tempel dem Kult des Königs in seiner Erscheinungsform des Amun-Re geweiht war.

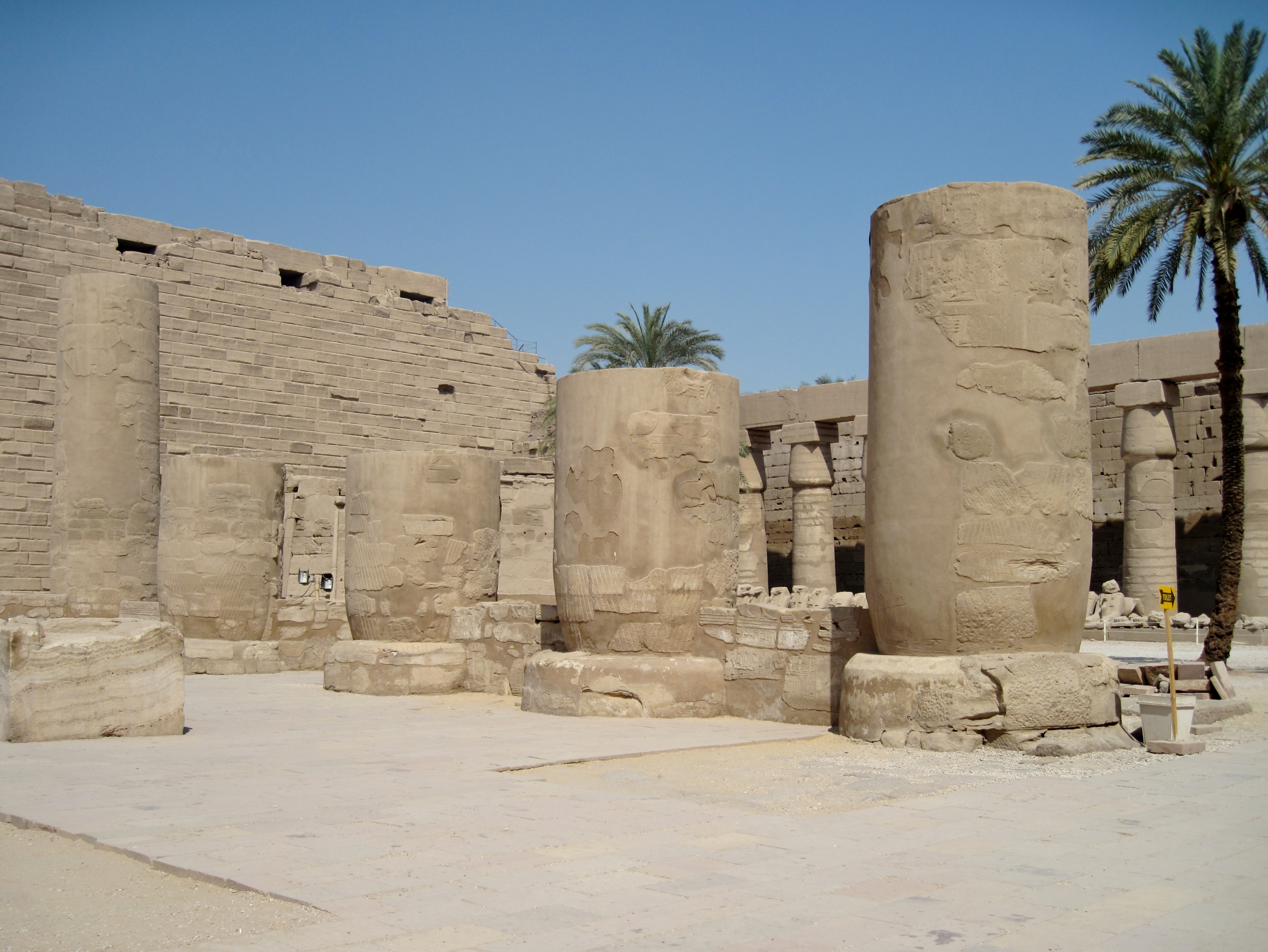
Kiosk des Taharqa

Die architektonisch auffallende Festhalle wird aufgrund der Anordnung ihrer Säulen auch oft als Festzelt bezeichnet. Der höhere Mittelraum besteht aus zwei Säulenreihen mit je zehn Säulen und ist von niedrigeren Seitenschiffen mit insgesamt 32 Säulen umgeben. Im Zugang zum Ach-menu befindet sich die sogenannte Königsliste von Karnak mit den Namen von insgesamt 61 Königen. Das Ach-menu liegt auf der Ost-West-Achse des Tempelbezirks, in der baulichen Anordnung wird allerdings auch die Nord-Süd-Achse berücksichtigt. Im hinteren Teil befinden sich die Sanktuare für die Götter Sokar (südlich) und Amun-Re (nördlich). Neben dem Festtempel des Thutmosis III. befindet sich der Kiosk des Taharqa.
Während der Restaurierung des dritten Pylons des Tempels, errichtet durch Amenhotep III., wurde Baumaterial der Weißen Kapelle, der Roten Kapelle und der Alabasterkapelle entdeckt. Nördlich des Amun-Re-Tempels wurde im 20. Jahrhundert die Weiße Kapelle Sesostris I., das älteste erhaltene Bauwerk der Anlage und die Alabasterkapelle aus wiedergefundenem Baumaterial rekonstruiert. Anfang des 21. Jahrhunderts wurde hier auch die Rote Kapelle der Hatschepsut wieder errichtet. Der dritte Pylon war ursprünglich etwa 98 Meter lang und etwa 14 Meter breit. Da er heute stark beschädigt ist, ist nur ca. ein Viertel seiner ursprünglichen Höhe von ca. 35 Metern erhalten.

#### Weiße Kapelle

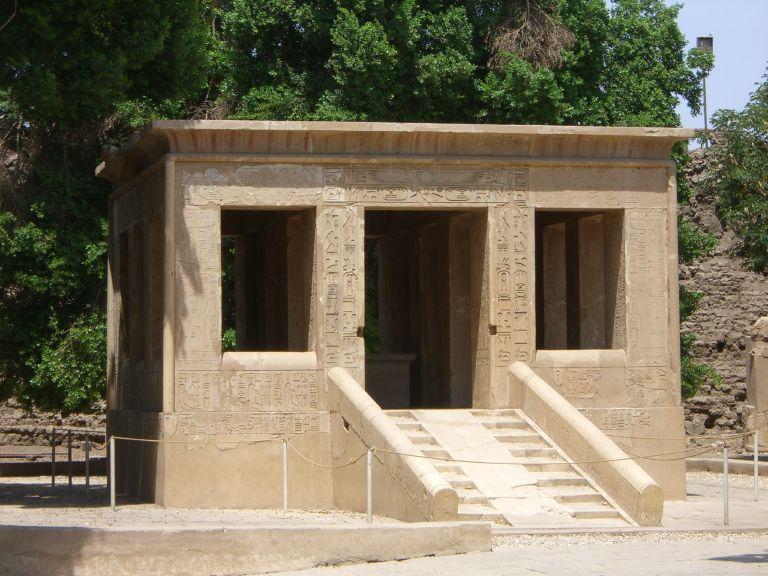
Weiße Kapelle

Die Weiße Kapelle (auch Chapelle blanche) wurde in der 12. Dynastie durch Sesostris I. aus weißem Kalkstein errichtet. Sie ist das älteste erhaltene Bauwerk der Tempelanlage. Auf einem 1,18 Meter hohen Sockel befindet sich ein 6,54 × 6,54 Meter großer Kiosk, dessen Dach von vier mal vier Pfeilern getragen wird. Die Weiße Kapelle wurde als Barkensanktuar gebaut und diente somit bei verschiedenen Festlichkeiten als Stationskapelle für die Götterbarke. Die Weiße Kapelle stand wie die Rote Kapelle und auch die Alabasterkapelle im Bereich zwischen dem dritten und siebten Pylon. Die Kapelle wurde im Freilichtmuseum von Karnak wieder aufgebaut.

#### Rote Kapelle

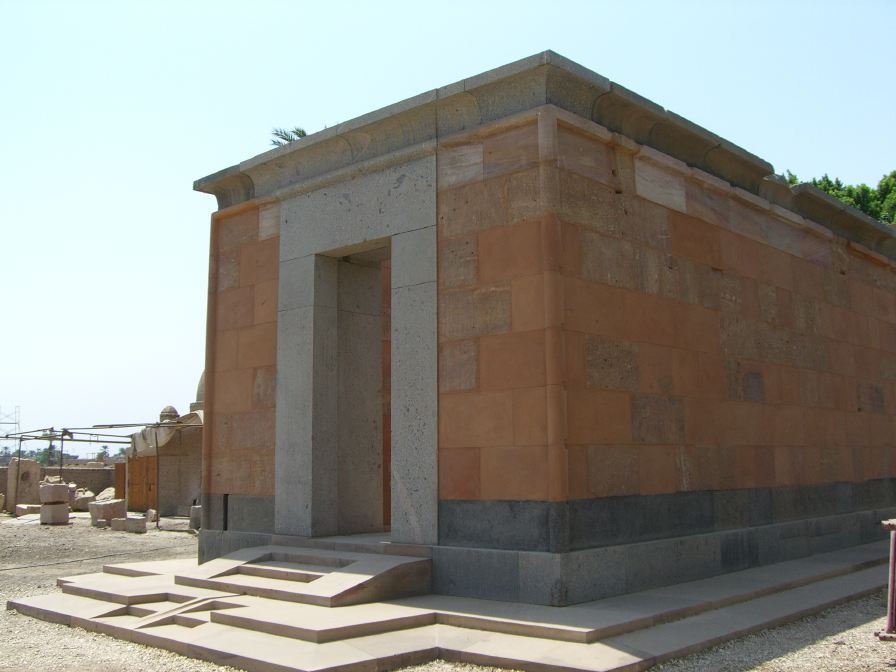
Rote Kapelle

Die Rote Kapelle wurde durch Königin Hatschepsut in der 18. Dynastie errichtet. Ursprünglich stand die Kapelle im Bereich zwischen dem dritten und siebten Pylon. Später wurde die, als Barkensanktuar gebaute, Kapelle von Thutmosis III. abgerissen. Amenophis III. ließ die Blöcke als Füllmaterial für den dritten Pylon verwenden. Bei Restaurierungsarbeiten kamen 319 Blöcke aus schwarzem Granit und rotem Quarzit der Kapelle zum Vorschein. Aus diesem Material wurde die Rote Kapelle im Freilichtmuseum der Tempelanlage wieder errichtet.
Die Bildwerke der Roten Kapelle zeigen die Krönung der Hatschepsut, Opferszenen und die thebanischen Feste wie beispielsweise das Opet-Fest. Die Kapelle beherbergt damit auch die älteste Darstellung dieses Festes.

#### Alabasterkapelle

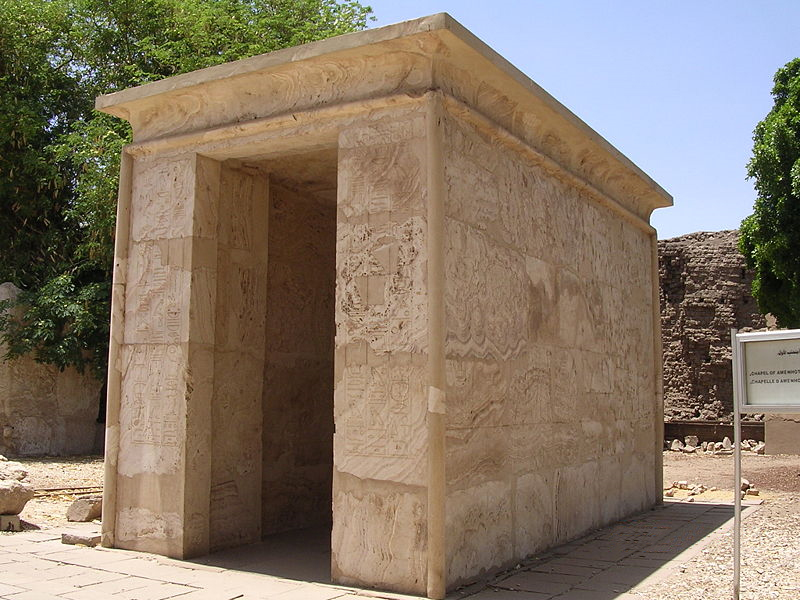
Alabasterkapelle

Die in der 18. Dynastie als Barkensanktuar von Thutmosis IV. errichtete Alabasterkapelle stand vermutlich wie die Rote- und Weiße Kapelle im Bereich zwischen dem dritten und siebten Pylon.

#### Tempel Ramses III.
Im Hof hinter dem ersten Pylon befindet sich auf der rechten Seite der Tempel des Ramses III. Er ist auch heute noch fast vollständig erhalten und in sehr gutem Zustand. Hinter einem Pylon mit zwei vorgelagerten Kolossalfiguren befindet sich der Festhof, an den Seiten gesäumt von jeweils acht Statuenpfeilern. Im Anschluss an den Hof folgt eine kleine Halle mit vier Statuenpfeilern. Daran schließt sich das Hypostyl mit zwei mal vier Säulen. Hinter dem Hypostl befinden sich drei Sanktuare, den Göttern Amun-Re, Mut und Chons geweiht. Auffallend ist die Ähnlichkeit mit dem Tempel C des Mut-Bezirkes.

#### Heiliger See

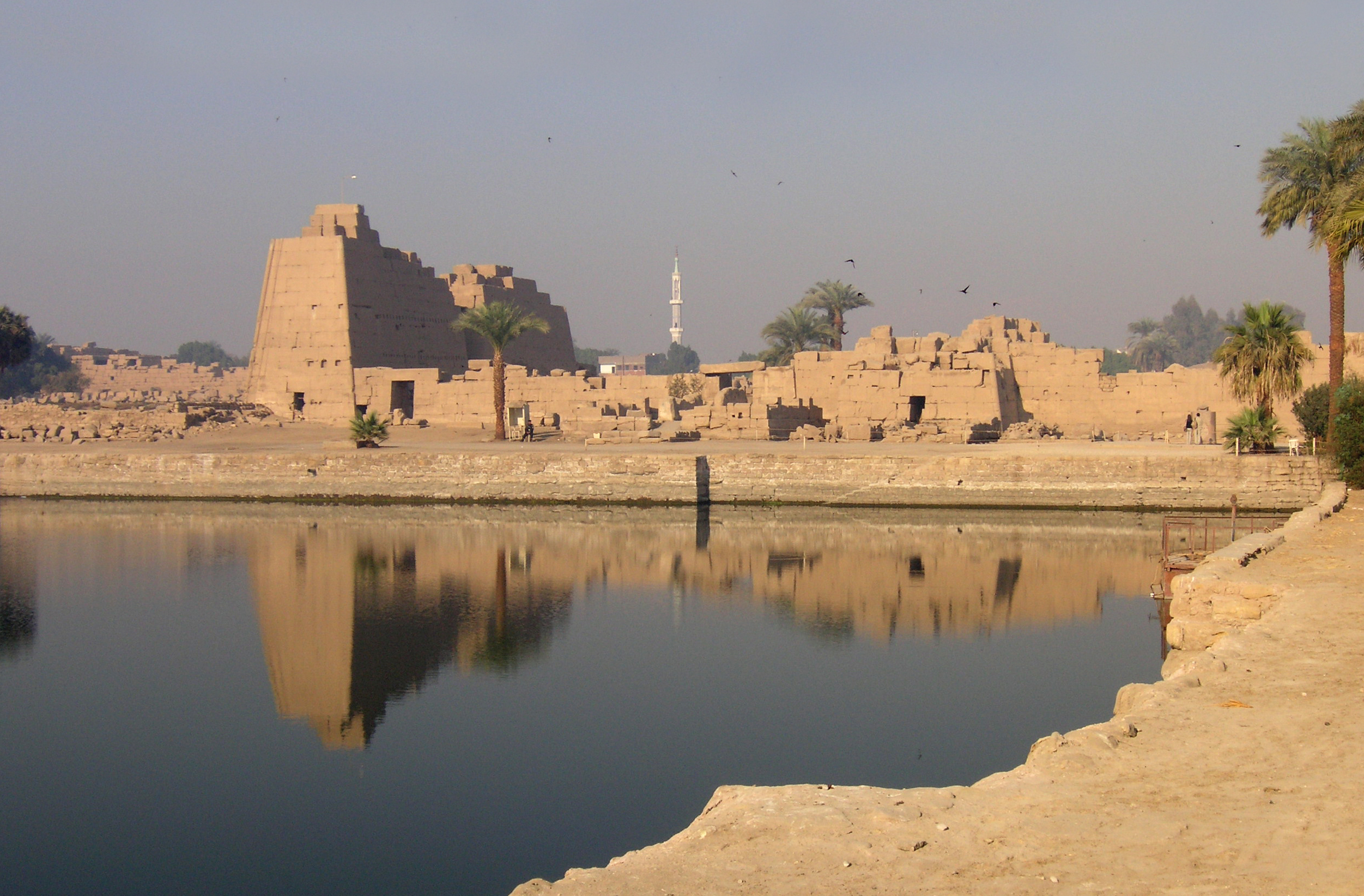
Heiliger See

Der heilige See hat eine Größe von 120 × 77 Metern und liegt südlich des zentralen Tempelgebäudes. Dieser See verfügt über keinerlei Zuleitungen, er wird nur durch das Grundwasser gespeist. Neben dem See befand sich ein kleines überdachtes Gänsegehege, das über einen Gang mit dem See verbunden war. Die Gänse waren die heiligen Tiere Amuns.
Außerdem entnahmen die Priester das Wasser zum Waschen der Götterfiguren aus dem See.

#### Tempel der Opet
Der Tempel der Opet wurde zur Ptolemäerzeit durch Ptolemaios VIII. errichtet. Durch einen in einem Kiosk mit vier Säulen gelegenen Aufgang gelangt man durch das Tor des ersten Pylons in den ersten Hof. Im ersten Hof befindet sich ein weiterer Kiosk ebenfalls mit vier Säulen. Der zweite Hof liegt höher, so soll wohl der Urhügel dargestellt sein.
Im hinteren Tempelteil gibt es ein unterirdisches Osirisgrab und eine Krypta, hier vollzog sich die Metamorphose des Gottes Amun-Re, der als Osiris stirbt, dann in den Körper der Ipet-weret-Nut eingeht und als Gott Chons wiedergeboren wird.

#### Tempel des Chons

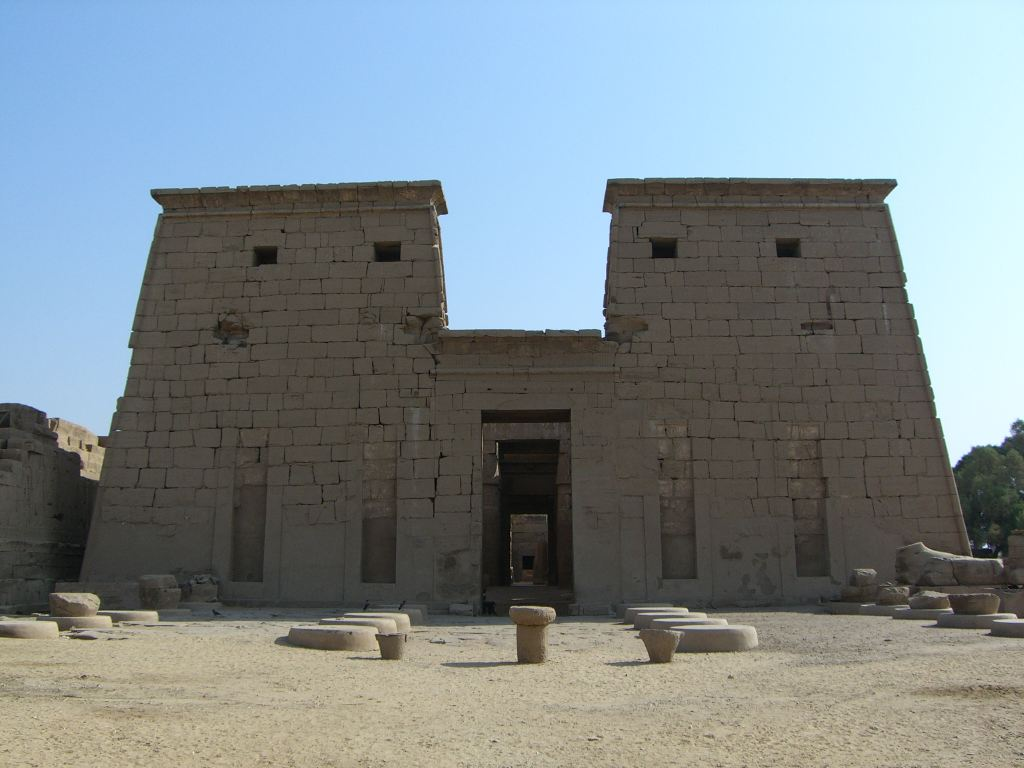
Pylon des Chons-Tempels

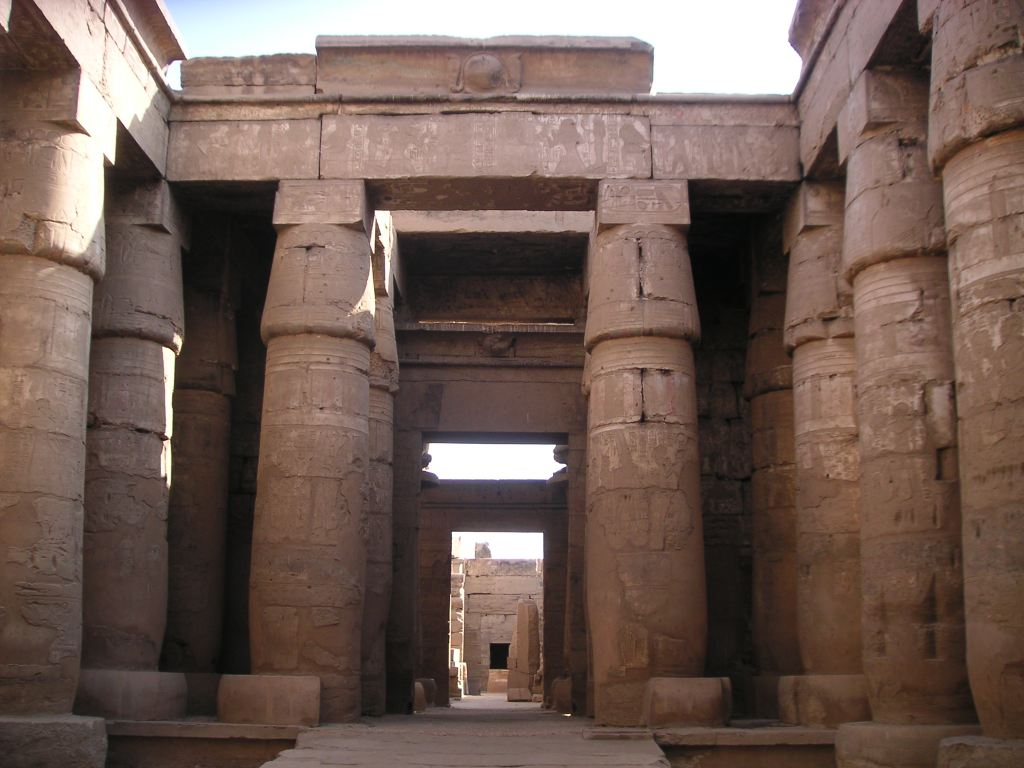
Große Säulenhalle des Tempels

Der Tempel des Chons befindet sich am südlichen Rand im Bezirk des Amun, er ist ca. 80 Meter lang und 30 Meter breit. Der Tempel liegt dem Luxortempel genau gegenüber. Während der 20. Dynastie wurde der Tempel unter Pharao Ramses III. errichtet und später von Ramses IV., Ramses XI. und Herihor fertig gestellt. Hinter dem großen Eingangspylon befindet sich ein großer Säulensaal mit 28 Säulen. Daran schließt ein Hypostyl mit acht großen Säulen an und schließlich das Zentrum, die sogenannte Halle der Barke.

#### Tempel des Ptah

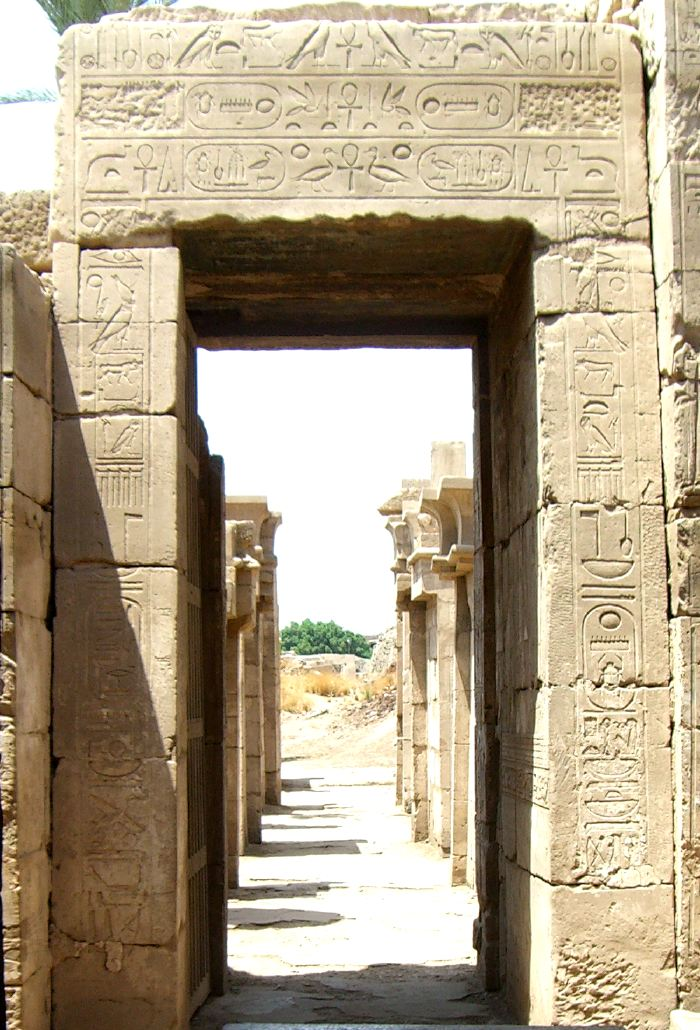
Tor im Ptahtempel

Der Tempel des Ptah liegt an der Nordwand des Amunbezirkes und war ursprünglich mit einer Mauer umgeben. Mit der Errichtung der großen Mauer um den Amunbezirk wurde der Vorhof zum Tempel in seiner Größe beschnitten. Ptolemaios III. errichtete den kleinen Pylon des Tempels, in diesem gibt es verschiedene Innenräume. Dem Pylon vorgelagert befindet sich ein kleiner Kiosk. Der Rest des Tempels wurde schon unter Thutmosis III. erbaut. Alle Tempelteile, die aus Stein errichtet wurden, sind vollständig erhalten.

#### Tempel Amenophis II.
Hinter dem zehnten Pylon befindet sich an der Ostseite der Tempel des Amenophis II. Über eine Rampe gelangt man in den Eingangsbereich, den eine offene Pfeilerhalle bildet. Hinter der Pfeilerhalle schließt sich ein quadratisches Hypostyl an. Nördlich und südlich des Hypostyls befinden sich weitere kleine Räume. Neueste Untersuchungen ergaben, dass nicht Amenhotep II. den Tempel in seiner jetzigen Form erbauen ließ, sondern dass Sethos I. den Tempel aus Baumaterialien eines abgerissenen Gebäudes von Amenhotep II. erbauen ließ.

### Bezirk des Month
Nördlich, direkt neben dem großen Bereich des Amun-Re befindet sich ein 151 × 155 m großer Bereich mit dem Tempelbezirk des Month. Die Umfassungsmauer stammt aus der Zeit Nektanebos I. Der eigentliche Tempel wurde von Amenophis III. errichtet. Neben dem Tempel des Month befindet sich noch ein Tempel der Maat, ein Tempel des Harpare, erbaut von Taharqa und das außerhalb der Umfassungsmauer liegende Schatzhaus Thutmosis I. Der Tempel des Month öffnet sich in Richtung des ca. fünf Kilometer entfernten Month-Kultortes al-Madamud vom Tempeleingang führt eine Sphingenallee mit beidseitig je 30 Menschenköpfigen Sphingen zu einer, heute nicht mehr mit dem Wasser verbundenen, Kaianlage.

### Bezirk der Mut

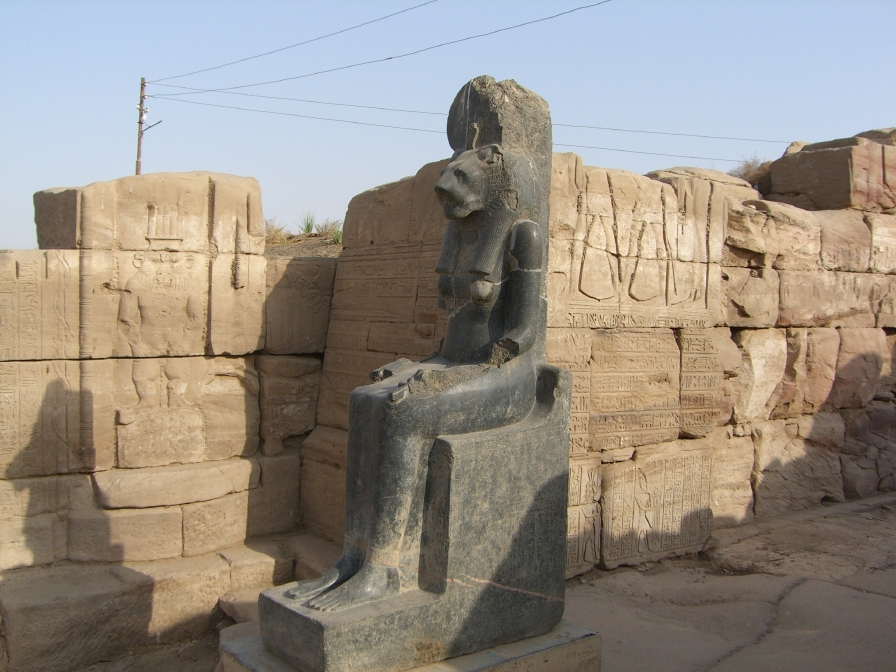
Statue der Sachmet im Mut-Bezirk

Etwa 350 m südlich des Amun-Re-Tempels liegt ein Bereich von ungefähr 250 × 350 Metern, der den Bezirk der Mut umfasst. Er war durch eine Sphingenallee, mit 66 Sphingen, mit dem Tempel des Amun-Re verbunden. Neben dem Tempel der Mut, der an drei Seiten von einem heiligen See umgeben ist, befinden sich noch Reste eines Geburtshauses (Mammisi) von Ramses II. für „Chonspachrod“ (eigentlich: Chonsu-pa-chered – „Chons, das Kind“), Reste eines Tempels von Ramses III. und außerhalb der Mauer der Kamuteftempel. 1840 wurden die Tempel zum großen Teil abgerissen und als Baumaterial für eine Fabrik verwendet.

#### Tempel der Mut
Der Eingangspylon des Mut-Tempels wurde durch Sethos II. erbaut. Vor dem Pylon befanden sich zwei von Säulen getragene Schattendächer, erbaut durch Taharqa. Im Hof hinter dem ersten Pylon wird ein Säulengang durch beidseitig vier Säulen auf dessen Mittelachse gebildet. Durch das Tor im zweiten Pylon gelangte man in den Festhof, hier wird der Säulengang durch beidseitig fünf Säulen fortgeführt. In beiden Höfen standen einst Sitzstatuen der Göttin Sachmet. Hinter dem Festhof gelangte man in das Hypostyl dessen Decke ursprünglich von acht Säulen getragen wurde. Hinter dem Hypostyl schließt sich das Barkensanktuar an. Das Barkensanktuar war von mehreren Nebenräumen umgeben. Durch das Barkensanktuar gelangte man in den Pronaos, einem Vorraum zum Heiligtum. Das Heiligtum des Tempels besteht aus drei Kultbildnischen. Gegen die Rückwand des Tempels errichtete Ptolemaios II. einen Gegentempel. Der Tempel wurde 1840 größtenteils abgerissen.

#### Tempel A
Tempel A befindet sich östlich vom Mut-Tempel, rechts vom Haupttor direkt hinter der Umfassungsmauer. Der Tempel A wurde nach Dieter Arnold durch Ramses II. erbaut, nach Paul Barguet durch Thutmosis IV. Der erste der drei Pylone wurde aus Nilschlammziegeln errichtet. Zwei dort befindliche Statuen tragen den Namen Ramses II. wurden aber vermutlich usurpiert. Im zweiten Pylon wurden Steinblöcke aus der 18. bis 22. Dynastie wiederverwendet. Der dritte Pylon ist wieder Ramses II. zuzuordnen, die Dekorationen stammen aus seiner Zeit. Auch bei der Bedeutung des Tempels gibt es verschiedene Ansichten. Nach Daumas handelt es sich um ein Barkensanktuar Chonspachrod (Chons dem Kind) geweiht, nach Arnold handelt es sich um ein Geburtshaus für Chonspachrod. Die wenigen erhaltenen Malereien und Reliefs lassen leider keine genauere Bestimmung zu.

#### Tempel C
Westlich des Heiligen Sees, auch Ascheru oder Ischeru genannt, liegt der sogenannte Tempel C. Ramses III. ließ den, Amun, Mut und Chons geweihten, Tempel in der 20. Dynastie errichten. Zwei monumentale Statuen von Ramses III. säumten ursprünglich den Eingang im ersten Pylon des Tempels. Im, hinter dem ersten Pylon befindlichen, Festhof standen jeweils auf der rechten und linken Seite acht Statuen. Über eine Rampe gelangte man am Ende der Festhalle in eine kleine Säulenvorhalle zum Hypostyl, dessen Decke von vier Säulen getragen wurde. An beiden Seiten des Hypostyls waren je drei Magazinräume angelegt. Durch das Hypostyl gelangte man in einen Vorraum, dem angeschlossen die drei Sanktuare folgten. Der Tempel ist stark zerstört, Ramses III. konnte aber aufgrund des Papyrus Harris I als Erbauer eindeutig identifiziert werden.

#### Tempel des Kamutef

Kamutef-Tempel

Der durch Hatschepsut erbaute Kamuteftempel steht nordöstlich unmittelbar vor dem ummauerten Tempelbezirk der Mut, an der 330 Meter langen Sphingenallee mit beidseitig 66 Sphingen. Das steinerne Tempelhaus ist ca. 38,5 × 48,5 Meter groß. Das Tempelhaus war mit einer Ziegelmauer umgeben, die sich in einem Pylon zur Sphingenallee öffnete. Thutmosis III. versuchte später sämtliche Hinweise auf die ursprüngliche Erbauerin zu vernichten, aber die Reliefs lassen erkennen, dass Hatschepsut verantwortlich für die Anbringung war.

### Gem-pa-Aton

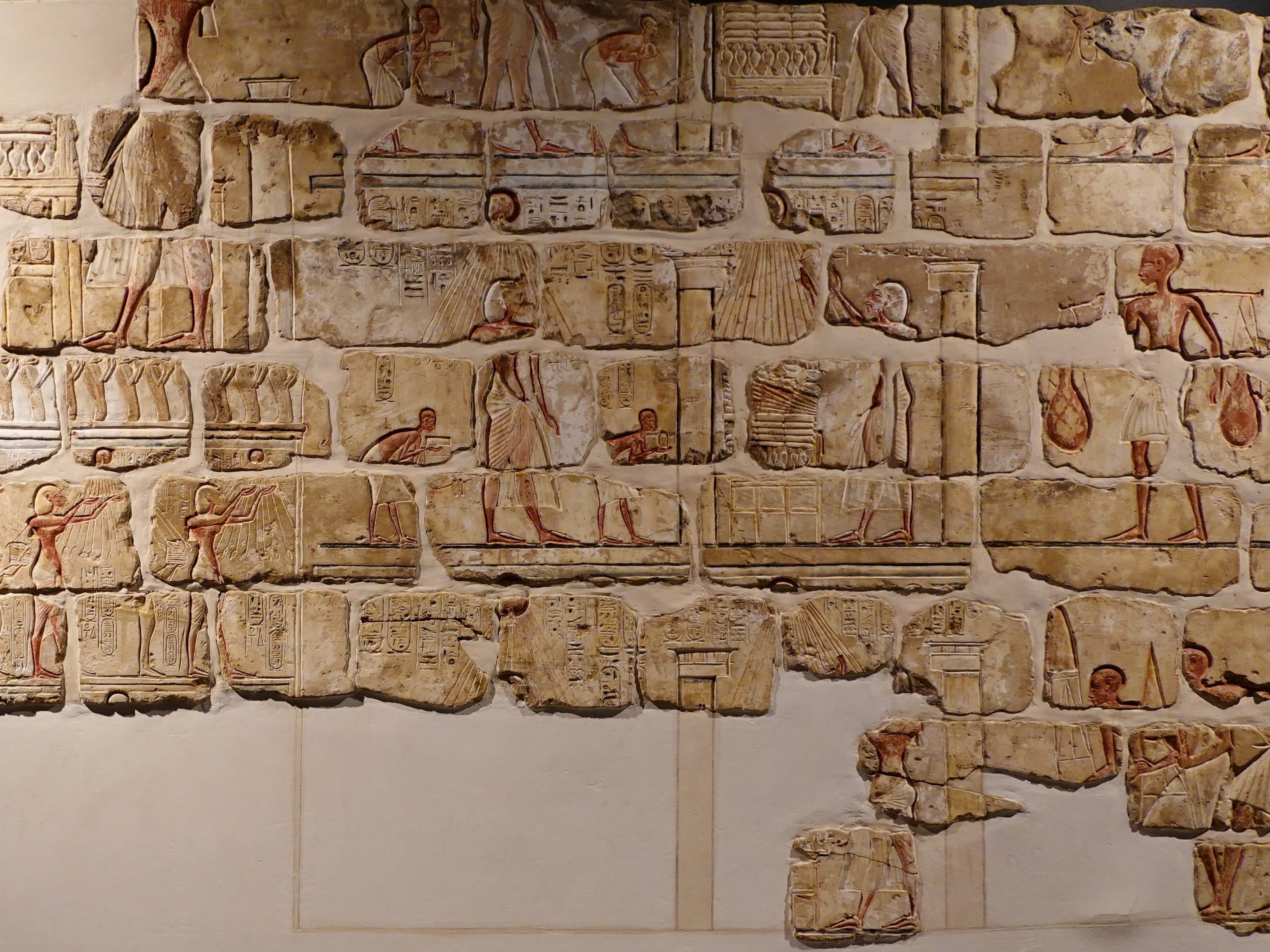
Restaurierte Talatat-Blöcke aus dem Gem-pa-Aton

Östlich des Amun-Bezirkes befand sich ein Aton-Heiligtum (altägyptisch Gm-p3-Jtn, „gefunden ist der Aton“), das von Echnaton vermutlich im Jahr 6 seiner Regierung erbaut wurde. Der Atontempel war ca. 130 × 200 Meter groß, zu der damaligen Zeit war er damit größer als der Tempel des Amun. Echnaton veranlasste die Schließung der anderen Tempel in Karnak und erhob den Sonnengott Aton zum alleinigen Gott. Nachdem spätestens unter Haremhab wieder die ursprünglichen Verhältnisse hergestellt wurden, wurden die anderen Tempel Karnaks wiedereröffnet und das Gem-pa-Aton vollständig abgerissen. Zehntausende der Talatat-Blöcke wurden in den Bauten von Haremhab und seinen Nachfolgern als Füllmaterial wieder benutzt und sind deshalb gut oder sehr gut erhalten geblieben. Diese Blöcke wurden überwiegend für die Pylone 2, 9 und 10 verwendet. Im Museum von Luxor sind einige hundert dieser Blöcke restauriert und wieder zusammengefügt worden.

### Allgemein
- Auguste Mariette: Karnak, étude topographique et archéologique, avec un appendice comprenant les principaux textes hiéroglyphiques découverts ou recueillis pendant les fouilles exécutées à Karnak. Paris 1875; Heinrichs, Leipzig 1875; Neudruck der Ausgabe Leipzig 1875: LTR-Verlag, Wiesbaden 1982, ISBN 3-88706-095-4.
- J. Vandier: Manuel d’archéologie égyptienne, tome II, Les grandes époques. 2, L'architecture religieuse et civile. Picard & Cie, Paris 1955.
- Ludwig Borchardt: Zur Baugeschichte des Amonstempels von Karnak. (= Untersuchungen zur Geschichte und Altertumskunde Ägyptens. Band 5,1). Neudruck der Ausgabe Leipzig 1905–1912: Olms, Hildesheim 1964.
- Charles Francis Nims, Wim Swaan: Thebes of the Pharaos: pattern for every city. Elek Books, London 1965.
- Eberhard Otto, Max Hirmer: Osiris und Amun. Kult und heilige Stätten. Hirmer, München 1966.
- Kazimierz Michalowski: Karnak. VEB Buch- und Kunstverlag, Leipzig 1970.
- Jean-Claude Golvin, Jean-Claude Goyon: Karnak, Ägypten, Anatomie eines Tempels. Wasmuth, Tübingen 1990, ISBN 3-8030-1037-3.
- Dieter Arnold: Die Tempel Ägyptens. Götterwohnungen, Baudenkmäler, Kultstätten. Artemis & Winkler, Zürich 1992, ISBN 3-86047-215-1, S. 109–27.
- Dieter Arnold: Lexikon der ägyptischen Baukunst. Albatros, Düsseldorf 2000, ISBN 3-491-96001-0.
- R. A. Schwaller de Lubicz: Temple of Karnak. Thames & Hudson, London 1999, ISBN 0-500-01923-1.
- Helen Strudwick, Nigel Strudwick: Thebes in Egypt: a guide to the tombs and temples of ancient Luxor. British Museum Press, London 1999, ISBN 0-7141-1918-0.
- Sergio Donadoni: Theben, Heilige Stadt der Pharaonen. Hirmer, München 2000, ISBN 3-7774-8550-0 (Originaltitel: Thebe [= Centri e monumenti dell'antichità.]. Electa, Milano 1999, ISBN 88-435-6209-6).
- Gabriele Höber-Kamel (Hrsg.): Karnak – Wohnstätte der Götter. Kemet-Verlag, Berlin 2001, ISSN 0943-5972.
- Alberto Siliotti: Luxor, Karnak, and the Theban Temples. American University in Cairo Press, Cairo / New York 2002, ISBN 977-424-641-1.
- Richard H. Wilkinson: Die Welt der Tempel im alten Ägypten. Wissenschaftliche Buchgesellschaft, Darmstadt 2005, ISBN 3-534-18652-4, S. 152–65.
- Elizabeth Blyth: Karnak: Evolution of a Temple. Routledge, London / New York 2006, ISBN 0-415-40487-8.

### Detailfragen
- Eberhard Otto: Topographie des thebanischen Gaues (= Untersuchungen zur Geschichte und Altertumskunde Aegyptens. Bd. 16) Akademie-Verlag, Berlin 1952.
- Herbert Ricke: Das Kamutef-Heiligtum Hatschepsuts und Thutmoses’ III. in Karnak. Bericht über eine Ausgrabung vor dem Muttempelbezirk. Schweizerisches Institut für Ägyptische Bauforschung und Altertumskunde, Kairo 1954.
- Gun Björkman: Kings at Karnak. A Study of the Treatment of Monuments of Royal Predecessors in the Early New Kingdom. Universitet Uppsala, Almqvist & Wiksell, Stockholm 1971.
- Beatrix Gessler-Löhr: Die heiligen Seen ägyptischer Tempel. Ein Beitrag zur Deutung sakraler Baukunst im alten Ägypten. Gerstenberg, Hildesheim 1983, ISBN 3-8067-8080-3.
- G. Haeny: Zum Kamutef. In: Göttinger Miszellen. (GM) Nr. 90, Göttingen 1986, S. 33 f.
- Heike Sternberg-el Hotabi: Der Propylon des Month-Tempels in Karnak-Nord. Zum Dekorationsprinzip des Tores und Übersetzung und Kommentierung der Urkunden VIII., Texte Nr. 1 bis Nr. 50. (= Göttinger Orientforschungen. IV. Reihe: Ägypten. Band 25). Göttingen 1993.
- Ali El-Sharkawy: Der Amun-Tempel von Karnak. Die Funktion der Großen Säulenhalle. Köster, Berlin 1997, ISBN 3-89574-290-2.
- Labib Habachi: Die unsterblichen Obelisken Ägyptens. Überarbeitete und erweiterte Neuauflage von Carola Vogel. von Zabern, Mainz 2000, ISBN 3-8053-2658-0.